# Nikoletta Nagy
Nikoletta Nagy (23 de agosto de 1983) es una deportista húngara que compitió en halterofilia. Ganó una medalla de plata en el Campeonato Europeo de Halterofilia de 2012, en la categoría de 63 kg.

## Palmarés internacional
| Campeonato Europeo | Campeonato Europeo | Campeonato Europeo | Campeonato Europeo |
| Año                | Lugar              | Medalla            | Categoría          |
| ------------------ | ------------------ | ------------------ | ------------------ |
| 2012               | Antalya (Turquía)  | Medalla de plata   | 63 kg              |